# Walter Berger (Onkologe)
Walter Berger (* 19. Oktober 1963 in Reichraming, Oberösterreich) ist ein österreichischer Krebsforscher.

## Leben
Berger maturierte 1982 in Steyr und absolvierte anschließend den Zivildienst. Ab 1983 studierte er Biologie (Physiologie) und Germanistik an der Universität Wien. Von 1988 bis Februar 1989 machte er den Master am Institut für Pflanzenphysiologie. Im Anschluss war er bis 1993 im Produkt- und Projektmanagement bei der Hoechst Austria tätig und absolvierte gleichzeitig ab 1991 ein Ph.D.-Studium am Institut für Tumorbiologie/Krebsforschung, Abt. Angewandte und Experimentelle Onkologie. Dies schloss er 1993 ab und hatte anschließend bis 2001 eine Assistenzprofessur am Institut inne. Von 1998 bis 1999 hatte er einen Forschungsaufenthalt an der Universität Cambridge. 2001 erfolgte die Habilitation in „Angewandter und Experimenteller Onkologie“ an der Medizinischen Fakultät der Universität Wien und wurde darauf außerordentlicher Professor am Institut für Krebsforschung der Medizinischen Universität Wien. 2004 wurde ihm die Leitung der Forschungseinheit „Entwicklung experimenteller Krebstherapien“ am Institut für Medizin I der Medizinischen Universität Wien übertragen und 2010 die stellvertretende Leitung des Instituts für Krebsforschung. Im November 2013 wurde er zum Universitätsprofessor für Angewandte und Experimentelle Onkologie am Institut für Krebsforschung (IKF) der Medizinischen Universität Wien berufen. Darüber hinaus ist der Krebswissenschafter aktives Mitglied des Comprehensive Cancer Center der MedUni Wien und des AKH Wien sowie seit 1. Jänner 2016 deren akademischer Pressesprecher.

## Auszeichnungen und Preise
- 1995:	Wolfgang Denk Prize of the Austrian Society
- 2000:	Smith Kline Beecham Prize
- 2003:	Prof. Dr. Fellinger Prize of the Austrian Cancer Aid Organisation
- 2006:	Forschungs- und Entwicklungspreis für Innovative Krebsforschung der Gemeinde Wien[1]